# 九州産馬
九州産馬（きゅうしゅうさんば）とは、九州地方で生産された競走馬のことである。
かつて、九州地方（おもに南九州地区）での競走馬の生産は盛んであったが、戦後、日本の馬産地の中心が北海道地方へ移り、かつ大規模化していったこともあって、九州地方の馬産地としての地位は低下していった。
北海道に比べて競走馬生産の規模が小さいことから、生産を奨励する目的で、中央競馬 (JRA) においては小倉競馬場での2歳戦の一部競走、地方競馬においては佐賀競馬場の一部競走が九州産馬限定競走として行われている。2022年には地方競馬初の九州産馬限定の新馬戦が、佐賀競馬場にて行われた。

## 現状
2011年に九州で生産された軽種馬は73頭であった。2021年に血統登録された九州産馬は、熊本県25頭、宮崎県11頭、鹿児島県32頭であった。
現在では種付けを北海道の種牡馬と行い、その後種付けされた繁殖牝馬を九州に戻し、出産は九州で行うという、いわば持込の九州産馬が増えてきている。自己所有している種牡馬を中心に配合しているテイエム牧場がその代表格である。その結果、九州の種牡馬から生まれた産駒の限定競走における賞金の割合は減ってはいるが、一方でニルキング牧場（鹿児島）や本田牧場（熊本）などJRAの活躍馬を積極的に迎え入れ、血統のレベルは上昇しており、重賞戦線で活躍できる馬が出現する確率は高くなった。
2023年4月15日、イロゴトシがJ・GIの中山グランドジャンプを優勝し、九州産馬として史上初のGI級競走制覇を達成した。

## 主な九州産馬限定競走
- ひまわり賞（JRA・小倉競馬場）
- 霧島賞（佐賀競馬場）
- たんぽぽ賞（佐賀競馬場）
- 九州産グランプリ（佐賀競馬場）

## 主な九州産馬
括弧内は主な勝ち鞍（太字はGI及びJ・GI競走勝ち馬）
- キングスピード（京都杯）
- フェロースピード（小倉大賞典）
- ニルキング（デイリー杯3歳ステークス）
- ケンセイグッド（日経新春杯）
- アオイライコー（東京盃、大井記念）
- ゴールドイーグル（大阪杯、マイラーズカップ）
- マークオー（霧島賞）
- マークキングオー（ひまわり賞）
- ミクニノホマレ（菊水賞、播磨賞）
- ダンツセントー（アネモネステークス）
- シンセイマーク（たんぽぽ賞、霧島賞）
- コウエイロマン（小倉3歳ステークス）
- テイエムチュラサン（アイビスサマーダッシュ）
- コウエイソフィア（トゥインクルレディー賞）
- コウエイトライ（小倉サマージャンプ、阪神ジャンプステークス、東京オータムジャンプ、新潟ジャンプステークス）
- テイエムトッパズレ（京都ジャンプステークス）
- タガミホマレ（楠賞全日本アラブ優駿、六甲盃、兵庫大賞典、新春賞、園田金盃）
- スマノダイドウ（アラブダービー）
- ウットマン（全日本サラブレッドカップ、霧島賞、名古屋大賞典）
- コウエイノホシ（大井記念）
- コウエイハート（ひまわり賞、紅梅ステークス）
- ヨカヨカ（北九州記念、フェニックス賞）
- ルクシオン（福島2歳ステークス）
- イロゴトシ （中山グランドジャンプ）[5]
- ネオシエル（佐賀皐月賞、カペラ賞、九州クラウン、佐賀がばいスプリント）

## 九州で繋養中の種牡馬
- ネロ[6]
- ケープブランコ[6]
- ワンアンドオンリー[6]
- アールスター[6]
- ムーンヴィグラス[6]
- レッドベルジュール[6]
- ウルトラカイザー[7]
- エーシンシャラク[7]
- シャンドマルス[6]
- テーオーヘリオス[6]
- トビーズコーナー[6]
- ホウオウアマゾン[6]
- リタリエイション[6]
- アレスバローズ[6]
- コパノチャーリー[6]
- ミッキーマインド[6]

## 九州で繋養されていた主な種牡馬
- アイフル[8]
- アグネスプラネット
- アサカホマレ
- アラムシャー
- イシノサンデー
- イシノナイト
- エーシントップ
- オサイチセイダイ
- カブトシロー[9]
- カンパニー
- キャプテンスティーヴ
- キョウワスプレンダ
- ゴールドプルーフ
- サイレントハンター
- サニースワロー
- シンウルフ
- スクワートルスクワート[10]
- スターオブコジーン
- ストラヴィンスキー
- スピリットスワプス
- タイキウルフ
- ダンツシアトル
- デュラブ
- トーヨーシアトル
- ニッポーキング[8]
- ネーハイジェット
- ハクタイセイ
- ハッピープログレス
- ヒカルイマイ[9]
- ビゼンニシキ
- ブラックスキー
- ブラックホーク
- マークオブディスティンクション
- マルカダイシス
- ロドリゴデトリアーノ
- ダノンゴーゴー
- ケイムホーム
- サドンストーム[11]